# Relatório Stroop

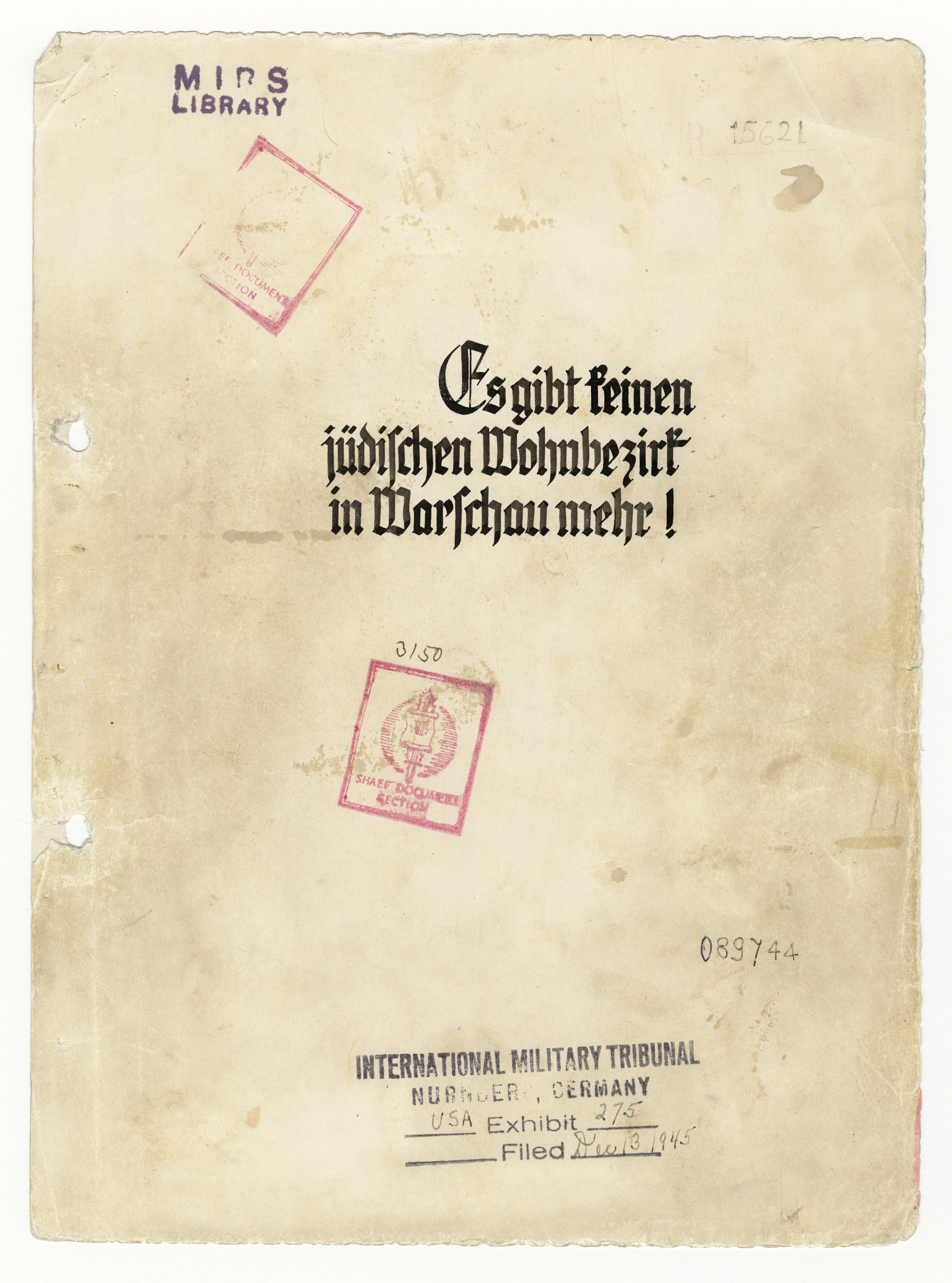
A capa da "cópia americana" do Relatório Stroop, com as marcações do Tribunal Militar Internacional em Nuremberg.

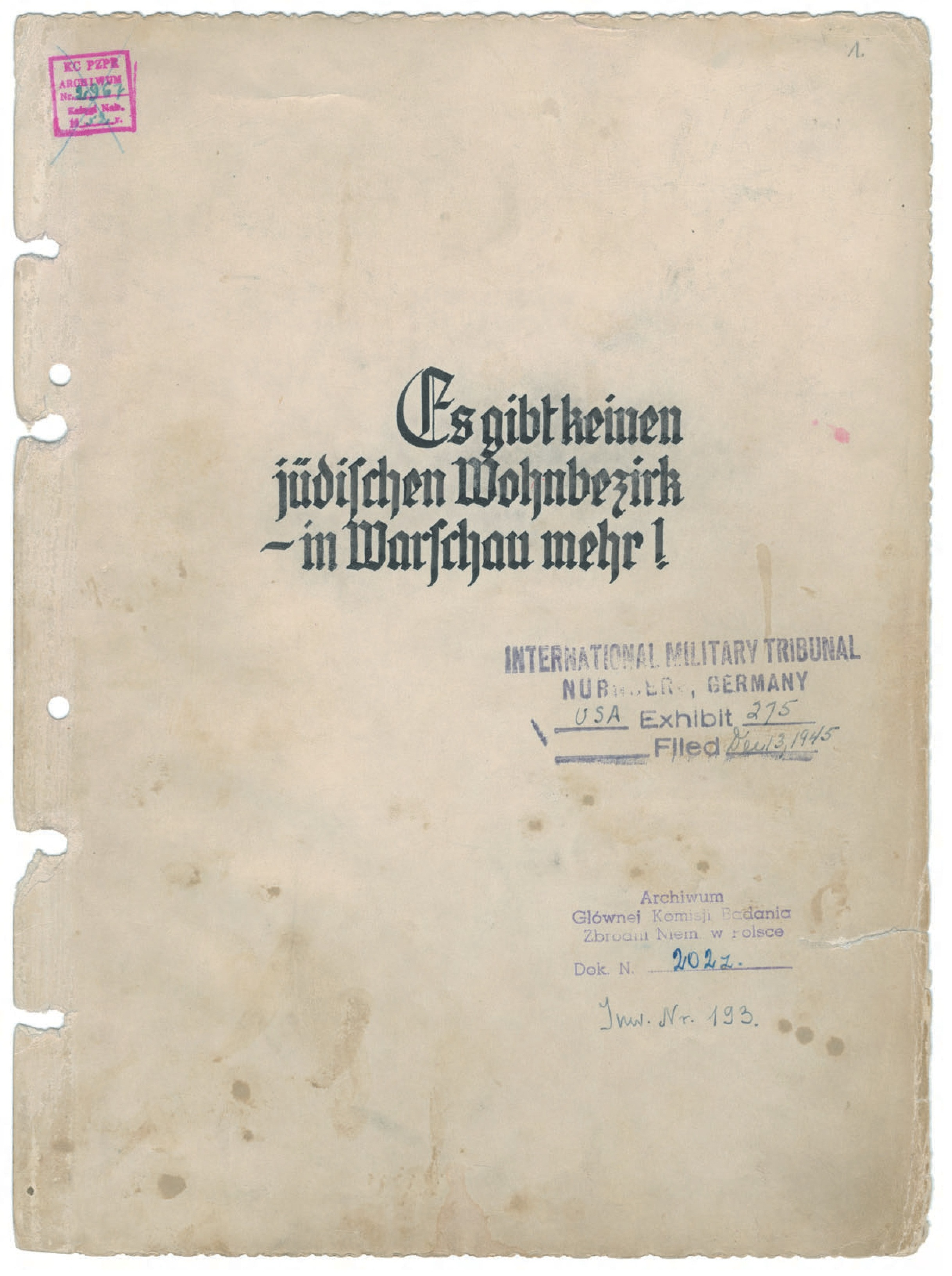
A segunda cópia do Relatório Stroop, do Institute of National Remembrance, na Polônia.

O Relatório Stroop é um documento oficial, produzido pelo general Jürgen Stroop para o chefe da Schutzstaffel (SS) Heinrich Himmler, relatando a repressão alemã da Revolta do Gueto de Varsóvia e o fechamento do gueto na primavera de 1943. Originalmente com o título de O bairro judeu de Varsóvia não existe mais! (em alemão: Es gibt keinen jüdischen Wohnbezirk em Warschau mehr!), foi publicado na década de 1960.

## História
O relatório foi solicitado por Friedrich-Wilhelm Krüger, chefe da SS e da polícia em Cracóvia. A  intenção era que fosse tido como um álbum de lembrança para Heinrich Himmler. Foram feitas três cópias distintas, encadernadas em couro, para Himmler, Friedrich-Wilhelm Krüger e Jürgen Stroop. 
Uma cópia para arquivo, não encadernada, do relatório (das Konzept) permaneceu em Varsóvia, aos cuidados do chefe de gabinete Max Jesuiter. De acordo com uma declaração dada em 1945 pelo ajudante de Stroop, Karl Kaleshke, às autoridades americanas em Wiesbaden, ele ordenou que a cópia de Stroop do relatório fosse queimada com outros documentos secretos em Burg Kranzberg.
Após a guerra, apenas duas das quatro cópias foram localizadas, a endereçada a Himmler e a de Jesuiter. A cópia de Himmler foi enviada para o Centro de Inteligência do Sétimo Exército (SAIC), e a de Jesuiter para a Seção de Pesquisa de Inteligência Militar (MIRS), em Londres. Várias fontes afirmaram que o Bundesarchiv alemão também tinha uma cópia em Koblenz. Mas, em resposta às indagações de Richard Raskin, o Bundesarchiv afirmou que a terceira cópia do relatório nunca esteve em seus arquivos.
As duas cópias conhecidas mantidas pelos Aliados foram apresentadas como prova no Tribunal Militar Internacional em Nuremberg, compartilhando o documento número 1061-PS, e usadas no julgamento como "Prova US 275". O relatório foi exposto, pela primeira vez, pelo promotor-chefe dos EUA, Robert H. Jackson, para os juízes durante seu discurso de abertura.
O promotor assistente que produziu a acusação  de perseguição aos judeus se referiu ao relatório como "o melhor exemplo de artesanato alemão ornamentado, encadernado em couro, profusamente ilustrado, datilografado em papel sulfite pesado (...) o recital quase inacreditável da orgulhosa realização do Major-General da Polícia Stroop".
As cópias também foram usadas em Nuremberg no julgamento de Oswald Pohl, em 1947, como prova 503.
Em 10 de junho de 1948, a cópia de Himmler do Relatório Stroop e do Relatório Katzmann foram entregues por Fred Niebergal, do Gabinete do Chefe do Conselho para Crimes de Guerra (OCCWC), a Bernard Acht, chefe da Missão Militar Polonesa em Nuremberg. Ambos foram usados no julgamento de Stroop no Tribunal Distrital Criminal de Varsóvia, em julho de 1951, e posteriormente transferidos para o arquivo do Partido Operário Unificado Polaco (PZPR).
Em 1952 a cópia, de Himmler, do Relatório Stroop, foi transferida para o arquivo da Principal Comissão para a Investigação de Crimes Nazistas na Polónia (em polonês: Główna Komisja Badania Zbrodni Hitlerowskich w Polsce) e posteriormente para o Instituto de Memória Nacional (em polonês: Instytut Pamięci Narodowej [IPN]), onde foi mantido. Em 1948, a cópia do relatório de Jesuiter foi enviada para o National Archives (NARA), em Washington, DC, onde permanece.
Em 2017, o Relatório Stroop foi apresentado pela Polônia, sendo incluído no Registro da Memória do Mundo da UNESCO.

## Conteúdo

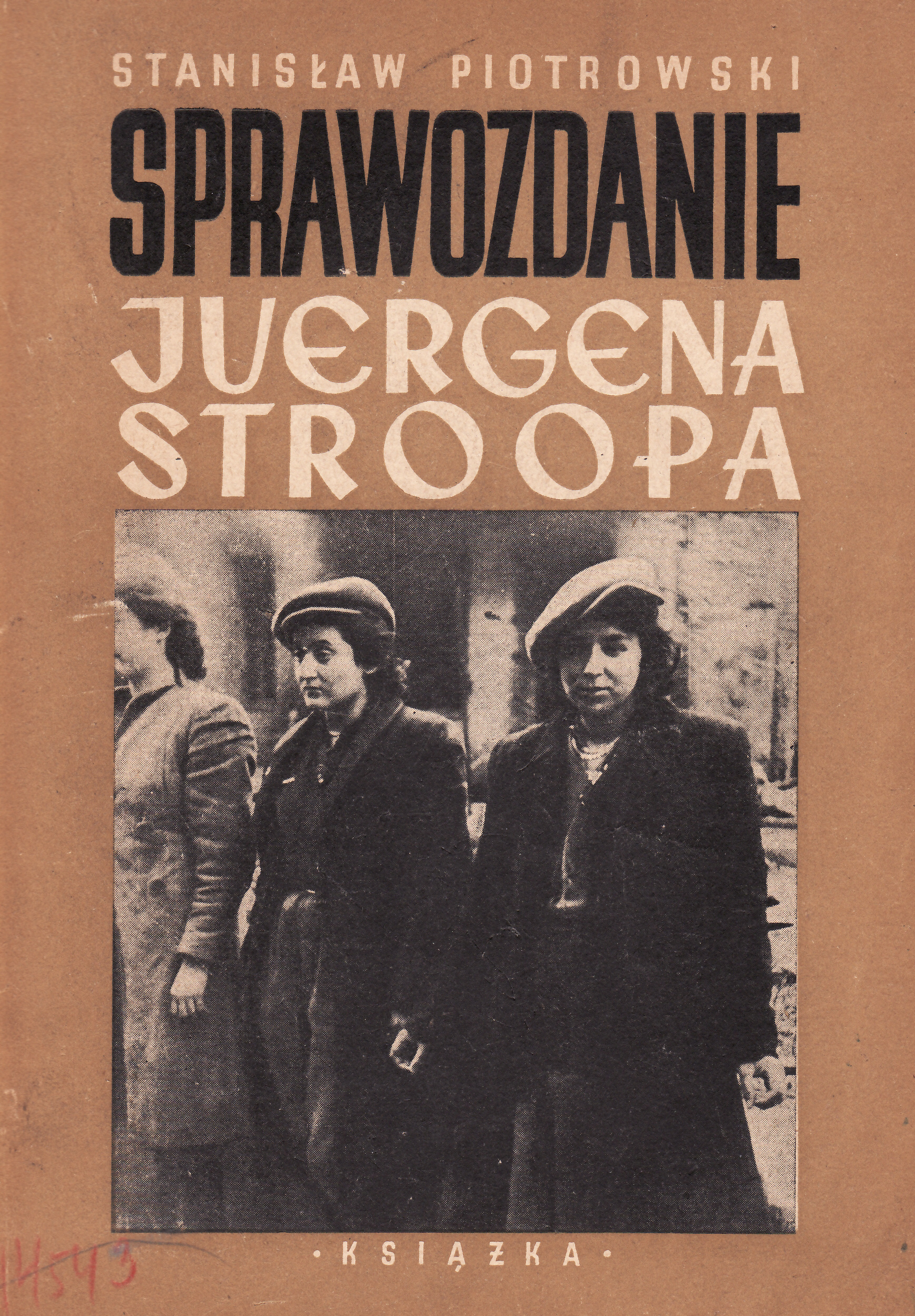
Primeira edição em livro do Relatório Stroop, de 1948, por Stanisław Piotrowski.

O Relatório é um documento datilografado, com 125 páginas, encadernado em couro seixo preto e ilustrado com 53 fotografias. O sumário é apresentado da seguinte forma:
- Resumo, com
  - Folha de rosto
  - Lista de soldados/policiais mortos e feridos
  - Lista de unidades de combate envolvidas
  - Introdução, assinada por Jürgen Stroop, na cópia do IPN
- Reunião de 31 relatórios diários (em alemão: Tägliche Meldungen), enviados pelo chefe de gabinete de Stroop, Max Jesuiter, ao líder da polícia SS no leste, Friedrich-Wilhelm Krüger. Os relatórios cobrem o período de 20 de abril a 16 de maio de 1943, mais um relatório de 24 de maio de 1943. Todos assinados por Jesuiter.
- Série de 53 fotografias, com legendas manuscritas em alemão Sütterlin.
- O relatório em posse do NARA também tem uma quarta seção com estatísticas sobre perdas humanas, tipos de armas recuperadas e quantias de dinheiro e objetos de valor retirados de judeus.[2]

As cópias têm pequenas discrepâncias no layout textual, gráfico e das fotografias que apresenta.

## Fotografias do Relatório Stroop
A cópia arquivada no IPN apresenta 53 fotografias, distribuídas em 49 páginas, enquanto a cópia no NARA tem o mesmo número de fotografias em 52 páginas. Trinta e sete fotografias aparecem em ambas as cópias, embora nem sempre com o mesmo tamanho, corte ou ordem, e ocasionalmente com legendas diferentes. Dezesseis fotos em cada cópia são diferentes. Ao todo, nas duas versões do relatório, são 69 fotografias únicas.
Desconhece-se a identidade dos fotógrafos que trabalharam no Quartel-general do Stroop durante a operação. Franz Konrad confessou ter tirado algumas das fotos; as outras foram, provavelmente, captadas por fotógrafos da Propaganda Kompanie nr 689.
Além das fotografias encontradas nos relatórios, havia cerca de 45 fotografias adicionais que não foram incluídas. De acordo com o museu Yad Vashem, elas foram encontradas na posse de Stroop quando foi capturado pelos americanos após a guerra.
Algumas dessas fotografias estavam relacionadas com as usadas no relatório, pois retratavam as mesmas cenas. Muitas dessas fotografias adicionais são descritas em fontes respeitáveis como provenientes do Relatório Stroop, mesmo que não apareçam em nenhuma das cópias arquivadas.
As fotografias, de alta qualidade, tiradas para Stroop constituem uma documentação única da fase final de liquidação do gueto de Varsóvia. O fotógrafo teve acesso irrestrito para acompanhar as forças que participaram do fechamento do gueto, e pôde se aproximar das áreas de combate. Além de várias fotos espontâneas tiradas pelo bombeiro polonês Leszek Grzywaczewski, essas são as únicas imagens da Revolta do Gueto tiradas dentro do gueto. Algumas delas se tornaram imagens muito representativas da Segunda Guerra Mundial e da Shoah.
As legendas no Relatório Stroop são racistas e contam pouco sobre os fatos que retratam. Elas expressam a mentalidade dos autores do relatório, e são escritas na escrita alemã Sütterlin. Em alguns casos, não correspondem às imagens. Muitos dos lugares, pessoas e eventos retratados não foram identificados até a publicação do relatório.